# スニオン岬

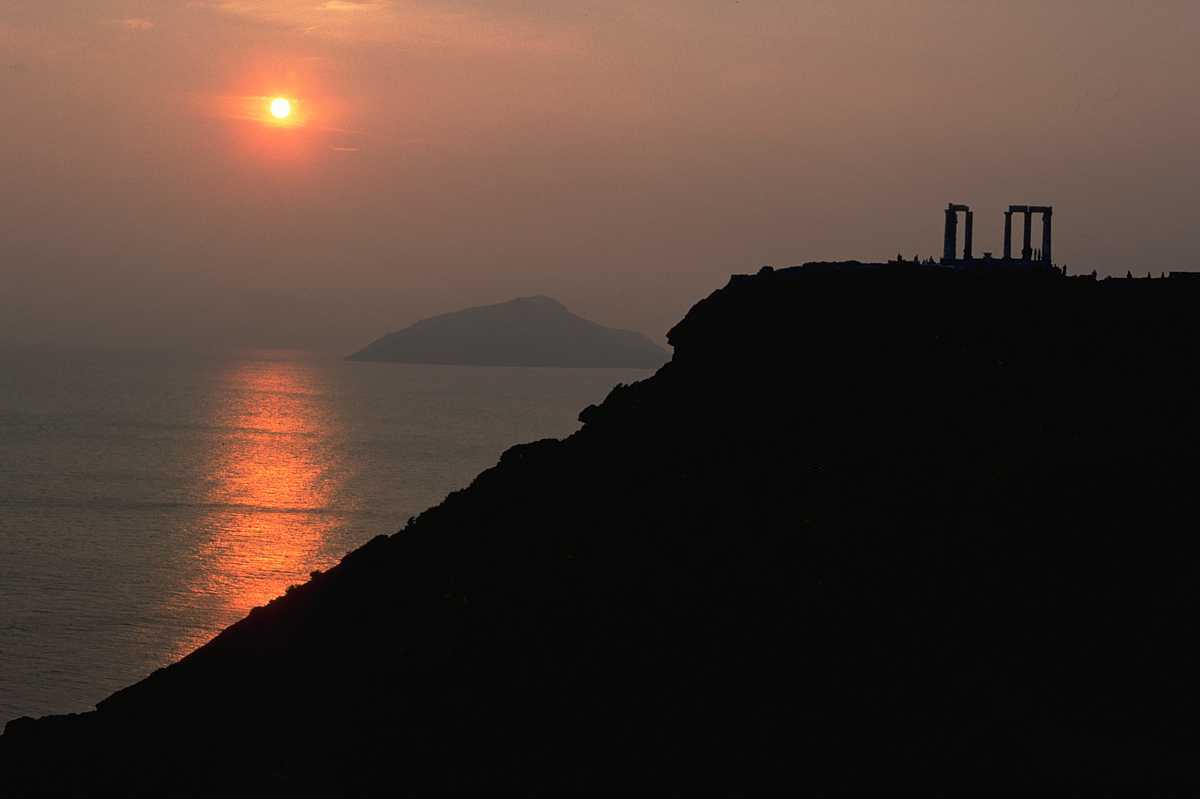
スニオン岬の夕暮れ

スニオン岬（古代ギリシア語: Άκρον Σούνιον; 英語: Cape Sounion）は、ギリシアのアッティカ半島の最南端にある岬である。首都アテネの南南東約69kmに位置している。ギリシア神話の「海の神」であるポセイドンの神殿跡があることで知られている。

## 名称
現代ギリシャ語ではスニオ岬（Aκρωτήριο Σούνιο）と呼ばれる。

## 文化・観光
エーゲ海の語源となったギリシア神話の登場人物であるアテーナイの王アイゲウスが絶望から身を投じた場所とされている。
アテネからのエーゲ海のサンセットを望む日帰りツアーは人気がある。